# Campanula pyrenaica
Campanula pyrenaica är en klockväxtart som beskrevs av A.Dc. Campanula pyrenaica ingår i släktet blåklockor, och familjen klockväxter. Inga underarter finns listade i Catalogue of Life.